# Sensuntepeque
Sensuntepeque é um município de El Salvador e capital do departamento de Cabañas. O município localiza-se a 83 km ao noroeste da capital nacional, San Salvador e possui uma altitude de 820 metros, uma das mais altas do país.
Sua população, de acordo com o censo de 2007 realizado em El Salvador, era de 40 332 habitantes, com uma área territorial de 306,33  km². Está subdividido geograficamente em 22 cantões e 236 povoados rurais. A zona urbana divide-se em quatro regiões.